# Pachygnatha fengzhen
Pachygnatha fengzhen är en spindelart som beskrevs av Zhu, Song och Zhang 2003. Pachygnatha fengzhen ingår i släktet Pachygnatha och familjen käkspindlar. Inga underarter finns listade i Catalogue of Life.